# Sergio Elías Valdivia Ojeda
Sergio Elías Valdivia Ojeda (29 de marzo de 1937 - 24 de enero de 1995) fue un político, lider social y servidor público peruano. Es reconocido como el primer alcalde del distrito de Jacobo Hunter en Arequipa, cargo que asumió tras la distritalización oficial a inicios de la década de 1990. Fue elegido a sus jóvenes 35 años por mayoría popular, destacando por su liderazgo y cercanía con la población.

## Biografía
Valdivia Ojeda nació en el distrito de Tiabaya, Arequipa. Cursó estudios escolares en la Escuela Aire Libre del Cercado y completó la secundaria en distintas instituciones educativas de la ciudad. Ingresó a la Benemérita Guardia Civil, donde se destacó en el área de investigaciones y fue asignado a la Segunda Comisaría ubicada en la calle Santa Martha. Durante su carrera policial fue reconocido por su compromiso, rectitud y vocación de servicio.
Contrajo matrimonio con Andrea Avelina Rojas Lizárraga el 29 de julio de 1959. Tras cesar en sus funciones como servidor público, se estableció con su familia en la zona junto a sus cuatro hijos, fue líder social y participó así en la distritalización de la zona en la que residía, en lo que ahora se denomina distrito Jacobo Dickson Hunter.

## Gestión municipal
A fines de la década de 1980, Valdivia Ojeda se unió a otros vecinos y líderes locales en la lucha por la distritalización de Jacobo Hunter. Tras lograrse la creación oficial del distrito, fue elegido como su primer alcalde distrital hacia el año 1990, ganando las elecciones con amplia mayoría como candidato del Partido Popular Cristiano (PPC).
Durante su gestión, pese a las limitaciones presupuestarias propias de un nuevo distrito, impulsó importantes obras de infraestructura. Destacan el asfaltado de calles y la habilitación vial de la zona conocida como Ampliación Pampas del Cusco, conectando sectores como Tingo Grande, Huasacache, Upis Paisajista, Morro de Arica, entre otros. También promovió obras de saneamiento y electrificación que facilitaron la integración territorial y el acceso a servicios básicos para miles de habitantes.
Participó activamente en iniciativas como las ferias "De la chacra a la olla", fomentando el desarrollo económico local mediante la articulación entre productores y consumidores.

## Legado
Sergio Elías Valdivia Ojeda dejó un legado significativo en el distrito de Jacobo Hunter como su primer alcalde. Destacó por su liderazgo cercano, compromiso social y visión de desarrollo en los primeros años del distrito. Entre sus principales aportes se encuentran:
Impulso a las primeras obras de saneamiento, beneficiando a cientos de familias con acceso a agua potable y desagüe.
Apoyo a la educación, fortaleciendo instituciones como la I.E. 40200 República Federal de Alemania, I.E. Juan Pablo Vizcardo y Guzmán y la I.E. Nuestra Señora de la Medalla Milagrosa.
Promoción de la participación vecinal, organizando campañas comunitarias, ferias productivas y actividades cívicas.
Reconocimientos por parte de la Asociación de Alcaldes del Perú y diversas organizaciones por su vocación de servicio.

## Fallecimiento
Sergio Elías Valdivia Ojeda falleció el 24 de enero de 1995 en el Hospital Carlos Alberto Seguín Escobedo de Arequipa. Su partida generó una profunda conmoción entre los vecinos del distrito de Jacobo Hunter, quienes lo recordaban con aprecio por su cercanía, liderazgo y vocación de servicio.
Su sepelio fue multitudinario, con una masiva concurrencia de ciudadanos, autoridades y representantes de organizaciones locales que lo acompañaron hasta su última morada en el Cementerio General de La Apacheta, como muestra del cariño y respeto que supo ganarse durante su vida pública.